# Aitken (Mondkrater)
Aitken ist ein Einschlagskrater auf dem Erdmond. Er hat einen Durchmesser von rund 138 Kilometern und liegt am Rand des Südpol-Aitken-Beckens.
Der Krater wurde 1970 von der IAU nach dem amerikanischen Astronomen Robert Grant Aitken benannt.

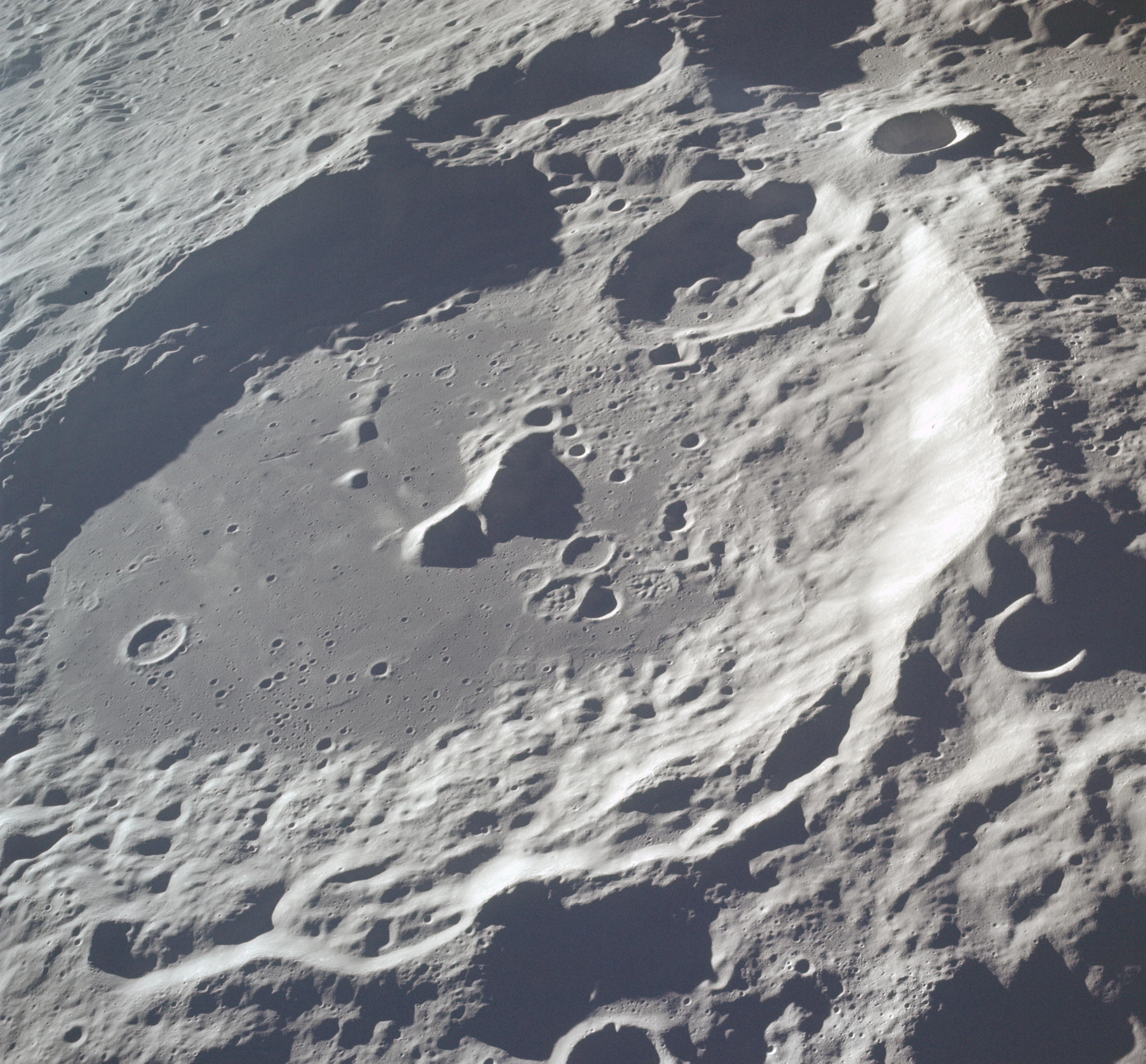
Aitken, von Apollo 17 aufgenommen

| Buchstabe | Position            | Durchmesser | Link |
| --------- | ------------------- | ----------- | ---- |
| A         | 13,89° S, 173,58° O | 14 km       |      |
| C         | 13,65° S, 175,86° O | 71 km       |      |
| G         | 16,86° S, 174,15° O | 7 km        |      |
| N         | 17,71° S, 172,76° O | 6 km        |      |
| Y         | 11,96° S, 173,02° O | 38 km       |      |
| Z         | 14,97° S, 173,24° O | 32 km       |      |